# Colverde
Colverde (Colverd in dialetto locale) è un comune italiano sparso di 5 500 abitanti della provincia di Como in Lombardia. La sede e il capoluogo comunale è ubicata nella frazione di Parè.

## Storia
Colverde è stato istituito il 4 febbraio 2014 dalla fusione dei comuni di Drezzo, Gironico e Parè, visti i risultati di un referendum consultivo svoltosi il 1º dicembre 2013.

### Simboli
Lo stemma e il gonfalone del comune sono stati concessi con decreto del presidente della Repubblica del 23 settembre 2015.
Le tre torri simboleggiano le comunità di Drezzo, Gironico e Parè che nel 2014 hanno formato il nuovo comune di Colverde.
Il gonfalone è un drappo di bianco con la bordatura di azzurro.

## Società

### Evoluzione demografica
Abitanti censiti